# Званка (Псковская область)
Званка — деревня в Горайской волости Островского района Псковской области.
Расположена правом берегу реки Лжа, при впадении в неё реки Званка, в 31 км к югу от города Остров и в 4 км к западу от деревни Гривы.
Постоянное население по состоянию на 2000 год в деревне отсутствовало.
До 3 июня 2010 года деревня входила в состав ныне упразднённой Синерецкой волости с центром в д.Гривы.